# Grup sortint
En química, un grup sortint és un àtom o grup d'àtoms que es deslliguen d'una substància química. La molècula o fragment romanent és denominat part principal o residual. El terme grup sortint és dependent del context de treball. L'habilitat d'un grup funcional per desprendre's es denomina labilitat. Els grups sortints afecten la reactivitat intrínseca, no el factor de discriminació nucleofílica.
A menor pKa de l'àcid conjugat, millor és el grup sortint. Això és a causa del fet que un menor pKa de l'àcid conjugat del grup sortint indica que el grup sortint roman més temps com el seu anió, o en forma de grup sortint (els grups sortints poden ser neutrals). L'estabilitat de l'anió implica que el grup sortint mostrarà poca tendència a reaccionar amb el catió format per l'absència del grup sortint (aquest és el cas dels mals grups sortints). Sense l'estabilització, un grup sortint seria un nucleòfil a causa de la seva càrrega negativa, i si això passa, la reacció es revertirà. Això explica per què una base forta és un mal grup sortint. La reacció SN1 prefereix els grups halur, pseudohalur i ió no coordinant com grups sortints. Les sals d'halurs són grups sortints particularment útils a causa que poden ser abstrets per ions plata, per formar halurs de plata insolubles.
En aigua a temperatura ambient, la seqüència de labialitat és:
- Menor labialitat
- Amino NH₂−
- Metoxi CH₃O−
- Hidroxi HO−
- Carboxilato CH₃COO−
- F−
- Aigua
- Cl−
- Br−
- I−
- Azida N₃−
- Tiocianat SCN−
- Nitro NO₂
- Major labialitat
- NO₃− és més feble que el F−.

Una aplicació directa de la diferència en l'estabilitat dels grups sortints és en els derivats d'àcid carboxílica. A pitjor grup sortint, més estable és el compost, el que estableix una jerarquia que pot separar-se al laboratori. Les amines, que són els pitjors grups sortints, són els composts més estables, i atacar un derivat d'àcid carboxílic amb una amina produeix indefectiblement un amidol. Els èsters són els segons més estables, seguits pels anhídrids d'àcid i finalment halurs d'àcid
Durant l'atac nucleofílic en una reacció SN2, es forma una càrrega parcial negativa en el grup sortint. Durant les reaccions SN1, el grup sortint s'anionitza i surt. En general, els grups amino, metoxi i hidroxi mai no actuen com a grups sortints en una reacció de substitució.
En les transformacions no mecanístiques, el grup sortint és el grup substituent realment present al substrat i el producte.
L'estructura del grup sortint afecta la velocitat de les reaccions SN1 i SN2. En general, un grup sortint més estable com a espècie lliure (la qual cosa és en sortir) sortirà més ràpidament. Aquesta estabilitat també es reflecteix en la basicitat de les espècies: mentre més estable és, més feble com base és.